# تشارلي هال (لاعب كرة قاعدة)
تشارلي هال (بالإنجليزية: Charley Hall) هو لاعب كرة قاعدة أمريكي، ولد في 27 يوليو 1884 في فينتورا في الولايات المتحدة، وتوفي بنفس المكان في 6 ديسمبر 1943.

## وصلات خارجية
- تشارلي هال على موقعبيزبول رفرنس.كوم (الدوري الرئيسي) (الإنجليزية)
- تشارلي هال على موقعبيزبول رفرنس.كوم (الدوري الثانوي) (الإنجليزية)
- تشارلي هال على موقع جمعية أبحاث البيسبول الأمريكية (الإنجليزية)